# Koningsdam
Die Koningsdam ist ein Kreuzfahrtschiff der Holland-America Line und das Typschiff der Pinnacle-Klasse.

## Geschichte
Im Oktober 2012 bestellte die britisch-amerikanische Carnival Corporation & plc zwei Kreuzfahrtschiffe bei Fincantieri. Dazu gehörte die Koningsdam, die im Herbst 2015 abgeliefert werden sollte, sowie die Carnival Vista, die im Winter 2016 in Dienst gestellt werden sollte. Am 4. Februar 2014 begann der Bau der Koningsdam in Marghera, die Indienststellung wurde auf Februar 2016 verschoben. Die Kiellegung erfolgte am 22. August 2014. Der Name wurde im September 2014 bekannt gegeben. Am 6. März 2015 erfolgte das Ausdocken der Koningsdam. Kurze Zeit später wurden Verzögerungen beim Bau bekannt: Die für den 16. Februar 2016 geplante Ablieferung wurde auf den 31. März 2016, die Jungfernfahrt vom 20. Februar auf den 8. April verschoben. Am 20. Mai 2016 wurde das Schiff in Rotterdam von Máxima der Niederlande getauft.

## Einsatz
Im Sommerhalbjahr ist die Koningsdam in Amsterdam stationiert, wobei sie vorwiegend Norwegen (zum Teil bis nach Island und zum Nordkap), sowie die Ostsee ansteuert. In der Zwischensaison befährt sie das Mittelmeer, im Winterhalbjahr fährt sie ab Fort Lauderdale (Florida) in Richtung Karibik.